# 怀溪镇
怀溪镇是中华人民共和国浙江省温州市平阳县下辖的一个镇。
2016年1月23日，浙江省人民政府批复同意调整山门镇管辖范围，增设怀溪镇，镇政府驻晓坑村。

## 行政区划
怀溪镇下辖以下村级行政区划单位：
晓坑村、石城村、中心村、西垟亭村、东山下村、章坑村、法洪村、高堡村、黄施岙村、杭坑村、下岭头村、上双岙村、晓阳村、徐垟村、岳溪村、金溪村、水口村、联山村、畴垟村、曹门村、畲龙村、南山垟村、垟边村、金山村和垟底村。